# كورتيس غودوين
كورتيس غودوين (بالإنجليزية: Curtis Goodwin)‏ هو لاعب كرة قاعدة أمريكي، ولد في 30 سبتمبر 1972 في أوكلاند في الولايات المتحدة.

## وصلات خارجية
- كورتيس غودوين على موقعبيزبول رفرنس.كوم (الدوري الرئيسي) (الإنجليزية)
- كورتيس غودوين على موقعبيزبول رفرنس.كوم (الدوري الثانوي) (الإنجليزية)